# Inkscape
Inkscape är ett vektorbaserat ritprogram som är baserat på öppen källkod. Programmet startades som en avknoppning från Sodipodi år 2003 med målet att bli ett kraftfullt redigeringsprogram helt och hållet baserat på standarder för XML, SVG och CSS.
Programmet har stöd för flera plattformar och finns för Unix-liknande operativsystem som Linux och FreeBSD, och till Microsoft Windows och Mac OS. 
Stödet för SVG- och CSS-standarderna är ännu (december 2013) inte komplett men utvecklingen har skett i högt tempo och enligt Incscape är version 0.48 redan fullt användbar för många vektorarbeten.